# مجدي الصالح
مجدي حافظ عبد الله خضر (وُلد في 1 أبريل 1963 في طلوزة) مهندس مدني فلسطيني، شغل بين أبريل 2019 ومارس 2024 منصب وزير وزارة الحكم المحلي ضمن حكومة محمد اشتية. يُعد من مؤسسي الاتحاد العام للمقاولين الفلسطينيين. شغل سابقًا منصب نقيب نقابة المهندسين الفلسطينيين في الفترة 2015–2018، وهو عضو المجلس الوطني الفلسطيني والمجلس المركزي الفلسطيني. انتخب عام 2017 أمينًا عامًا على اتحاد المهندسين الفلسطينيين.

## التحصيل العلمي
حصل مجدي الصالح على درجة البكالوريوس في الهندسة المدنية عام 1988 من جامعة دمشق في سوريا.

## حياته
في 1 أبريل 2024، شُكل مجلس إدارة المجلس الأعلى للإبداع والتميز للمرة الثالثة، وعينه الرئيس محمود عباس عضوًا فيه ولا يزال.